# Croton ensifolius
Espèce
Croton ensifolius est une espèce de plantes à fleurs du genre Croton et de la famille des Euphorbiaceae, présente à Bornéo (Sarawak), aux Philippines et à l'ouest de la Nouvelle-Guinée.